# Kleine Indische Zibetkatze
Die Kleine Indische Zibetkatze oder Rasse (Viverricula indica) ist eine Raubtierart aus der Familie der Schleichkatzen (Viverridae).

## Beschreibung
Von der Gattung der Asiatischen Zibetkatzen (Viverra) unterscheidet sie sich neben Details im Bau des Schädels und der Zähne durch die geringere Größe, das Fehlen der Rückenmähne und die spitzere Schnauze. Ihr Fell ist graubraun gefärbt, schwarze Flecken ziehen sich streifenförmig entlang des Rumpfes. Die Schnauze und die Beine sind gänzlich schwarz, der Schwanz ist grau-schwarz geringelt. Diese Tiere erreichen eine Kopfrumpflänge von 45 bis 63 Zentimeter, der Schwanz wird 30 bis 43 Zentimeter lang, und ihr Gewicht beträgt 2 bis 4 Kilogramm.
Zahnformel:
{\displaystyle {I3\cdot C1\cdot P4\cdot M2 \over I3\cdot C1\cdot P4\cdot M2}}

## Verbreitung und Lebensraum

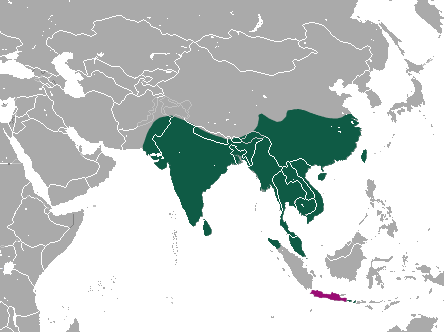
Verbreitungsgebiet der Kleinen Indischen Zibetkatze (ungesicherte Vorkommen in pink)

Kleine Indische Zibetkatzen leben in weiten Teilen Süd- und Südostasiens, ihr natürliches Verbreitungsgebiet erstreckt sich von Indien und Sri Lanka und dem südlichen China bis zu den indonesischen Inseln Sumatra, Java und Bali. Eingebürgert wurde die Art unter anderem auf Sokotra, den Komoren, Madagaskar und etlichen südostasiatischen Inseln. Ihr Lebensraum sind mit dichter Vegetation bestandene Wälder und Grasländer.

## Lebensweise
Diese Tiere sind generell nachtaktiv, auch wenn sie manchmal in dünn besiedelten Gebieten tagsüber auf die Jagd gehen. Zum Schlafen ziehen sie sich in dichte Vegetation und manchmal in Erdbaue zurück. Sie leben vorrangig auf dem Boden, sollen aber gut klettern können. Außerhalb der Paarungszeit leben sie einzelgängerisch. Es sind territoriale Tiere, die ihr Revier mit dem als Zibet bekannten Sekret ihrer Perianaldrüsen markieren.
Kleine Indische Zibetkatzen sind Allesfresser, die sowohl kleine Wirbeltiere, Aas und Insekten als auch Früchte und Wurzeln verzehren.
Über die Fortpflanzung ist wenig bekannt. Das Weibchen bringt zwei bis fünf Junge zur Welt, die in einem Erdbau versteckt und nach rund vier bis fünf Monaten entwöhnt werden.

## Kleine Indische Zibetkatzen und Menschen
Wie andere Vertreter der Zibetkatzen wird auch die Kleine Indische Zibetkatze gehalten, um Zibet zu gewinnen. Zu diesem Zweck wurde sie auch in einigen Ländern eingebürgert. Zibet wird in der Parfümindustrie verwendet, allerdings wird er zunehmend durch künstliche Ersatzstoffe ersetzt.
Ansonsten sind diese Tiere weit verbreitet und zählen nicht zu den bedrohten Arten.